# Глушник
Глушник (болг. Глушник) — село в Болгарии. Находится в Сливенской области, входит в общину Сливен. Население составляет 372 человека.

## Политическая ситуация
В местном кметстве Глушник, в состав которого входит Глушник, должность кмета (старосты) исполняет Димитр Петков (Болгарская социалистическая партия) по результатам выборов.
Кмет (мэр) общины Сливен — Стефан Радев (ГЕРБ) по результатам выборов.